# Filiglig
Filiglig is een Ethiopisch stuwmeer in Hintalo Wajirat, een woreda (regio) van Tigray. De aarden dam werd gebouwd in 1998 door SAERT.

## Eigenschappen van de dam
- Hoogte: 14 meter
- Lengte: 325 meter
- Breedte van de overloop: 15 meter

## Capaciteit
- Oorspronkelijke capaciteit: 296 000 m³
- Ruimte voor sedimentopslag: 20 832 m³
- Oppervlakte: 6,5 hectare

In 2002, werd de levensverwachting (de periode tot opvulling met sediment) van het stuwmeer geschat op 30 jaar.

## Irrigatie
- Gepland irrigatiegebied: 20 ha
- Effectief irrigatiegebied in 2002: 3 ha

## Omgeving
Het stroomgebied van het reservoir is 7,44 km² groot, met een omtrek van 14,23 km en een lengte van 5840 meter. Het reservoir ondergaat snelle sedimentafzetting.  De gesteenten in het bekken zijn Doleriet van Mekelle en Schiefer van Agula. Een deel van het water gaat verloren door insijpeling; een positief neveneffect hiervan is dat dit bijdraagt tot het grondwaterpeil.